# Juan Musso
Juan Agustín Musso (* 6. května 1994) je argentinský fotbalista, který hraje jako brankář za Atlético Madrid, kde je na hostování z Atalanty a za argentinskou reprezentaci.

## Reprezentační kariéra
Hrál za reprezentaci U20.
Dne 26. března 2019 debutoval za argentinskou seniorskou reprezentaci v přátelském zápase proti Maroku, v 67. minutě nastoupil jako náhradník za Estebana Andradu.